# Zeegershof
Het Zeegershof is een herenhuis te Terkoest, een kerkdorp van Alken, gelegen aan Koosterstraat 51 aldaar.

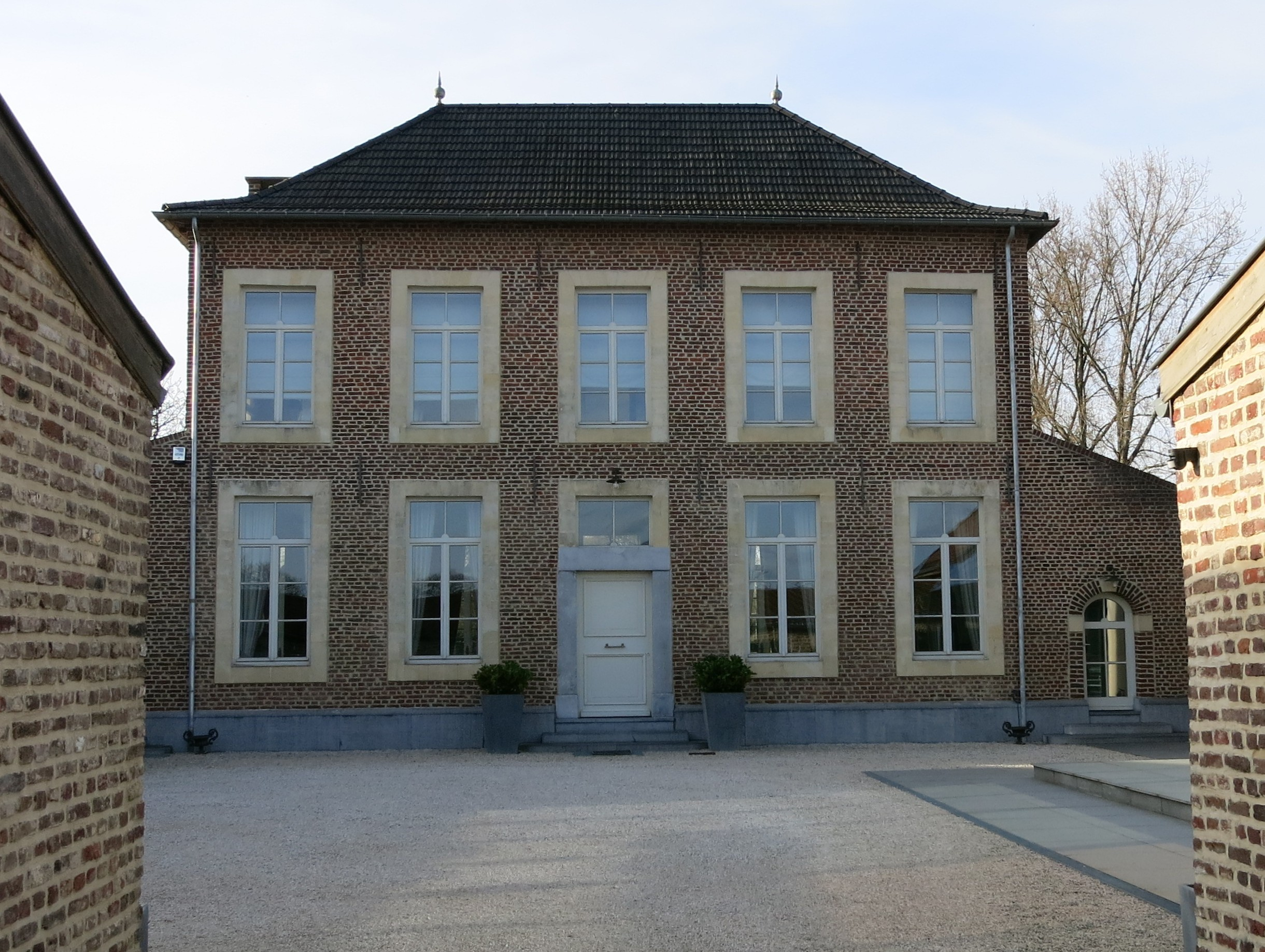

Dit oorspronkelijk omgrachte hoevecomplex werd oorspronkelijk in 1727 gebouwd door de familie Zeegers, waar de naam van het huis dan ook vandaan komt. Deze Zeegers was burgemeester van Hasselt. In het begin van de 19e eeuw werden de gebouwen gesloopt en de daarbij vrijkomende materialen hergebruikt voor de bouw van een nieuw complex in neoclassicistische stijl. In 1844 stond dit complex nog bekend als Ferme Kasteelke. Later zijn de grachten verdwenen. Nu betreft het een aantal gebouwen om een rechthoekig erf, en een herenhuis. Daarin is het jaartal 1727 nog herkenbaar.
Het Zeegershof is geklasseerd als monument.